# Apeadeiro de Vildemoinhos
O Apeadeiro de Vildemoinhos, originalmente denominado de Vil-de-Moinhos, foi uma gare ferroviária da Linha do Dão, que servia a localidade de Vildemoinhos, no concelho de Viseu, em Portugal.

## História
A Linha do Dão foi inaugurada em 24 de Novembro de 1890, e foi aberta à exploração no dia seguinte, pela Companhia Nacional de Caminhos de Ferro.
Em 1933, foi instalada uma gare e um alpendre para abrigo dos passageiros nesta interface, que nessa altura apresentava a categoria de paragem e o nome de Vil-de-Moinhos. Nos horários de 1939, já surgiu com a denominação de Vildemoinhos.

Em 1 de Janeiro de 1947, a Companhia Nacional foi incorporada na Companhia dos Caminhos de Ferro Portugueses. A Linha do Dão foi encerrada em 1990 e transformada na Ecopista do Dão em 2007-2011.[carece de fontes?]